# Ibeyi (banda)
Ibeyi es una banda de electrónica, formada en 2013 originalmente en París, Francia. Es el proyecto de las hermanas franco-cubanas Lisa-Kaindé y Naomi Díaz. El nombre del grupo Ibeyi significa en idioma yoruba "Gemelos". Son hijas del famoso percusionista cubano Miguel Angá Díaz.
Con una influencia de las culturas cubana y francesa, su música es una mixtura musical de la electrónica y el trip-hop, haciéndolo con un sonido altruista y moderno. Ibeyi es considerado un grupo de culto[cita requerida].
Sus canciones son en idioma yoruba, inglés y español.
Han conseguido éxito por sencillos como "Ghosts", "River" y "Stranger/Lover" y en 2015 publicaron su primer LP o álbum de estudio titulado como el nombre de la banda.
Las influencias del dúo son: Kate Bush, The Roots, James Blake y Nina Simone. Las letras del dúo tratan temas sobre la santeria y el sincretismo.

## Integrantes

### Formación actual
- Lisa-Kaindé Diaz - vocal
- Naomi Diaz - cajón, batá

## Discografía

### Álbumes de estudio
- 2015: "Ibeyi"
- 2017: "Ash"
- 2022: "Spell 31"

### EP
- 2014: "Oya"

### Sencillos
- "River" (2014)
- "Ghosts" (2015)
- "Stranger / Lover" (2015)